# Mimmo Rotella
Domenico Mimmo Rotella est un artiste plasticien italien, né le 7 octobre 1918 à Catanzaro (Calabre) et mort le 8 janvier 2006 à Milan. 

## Biographie
Fils d'une modiste, Mimmo Rotella part pour Naples à la fin de ses années de collège et entreprend des études d'art. Il s'installe à Rome en 1941, après avoir trouvé un emploi au ministère des Postes et Télécommunications, mais est bientôt appelé sous les drapeaux et intègre l'école des élèves officiers de Nocera puis l'école des sous-officiers de Caserte. Il en sort en 1944 et obtient son diplôme du lycée artistique de Naples. Entre 1944 et 1945, il enseigne le dessin à l'Institut des géomètres de Catanzaro.
En 1945, il revient à Rome et entreprend une carrière de peintre. Après des débuts figuratifs, il élabore un mode d'expression picturale d'origine neo-géométrique. Il expose en 1947 à l'Exposition Syndicale d'Arts Figuratifs et participe à toutes les expositions annuelles de l'Art Club jusqu'en 1951, aussi bien à Rome qu'à Turin. Il obtient sa première exposition personnelle en 1951 à la Galerie Chiurazzi à Rome : il y présente des œuvres abstraites et géométriques, qui sont peu appréciées par la critique.
En 1949, à la recherche d'un mode d'expression alternatif, il invente une poésie qu'il nomme « épistaltique », suite de paroles privées de sens, de sifflements, de sons, de nombres et d'onomatopées, et publie ses compositions dans le Manifesto, édité par Leonardo Sinisgalli, dans son numéro « Civiltà delle Macchine » en 1955.
Rotella établit un premier contact avec les artistes français exposant à Paris au Salon des Réalités Nouvelles en 1951. En 1951-1952, grâce à une bourse d'études de la Fullbright Foundation, il se rend aux États-Unis comme artiste en résidence à l'université de Kansas City, où il réalise une grande composition murale et s'essaye à accompagner de percussions ses poèmes phonétiques. Il se livre à une performance de poésie phonétique à l'université de Harvard à Boston et en enregistre d'autres pour la Bibliothèque du Congrès de Washington DC. Il présente également sa deuxième exposition personnelle à la Rockhill Nelson Gallery de Kansas City (1952). Durant son séjour, il fait la connaissance d'artistes comme Robert Rauschenberg, Claes Oldenburg, Cy Twombly, Jackson Pollock et Franz Kline. Ultérieurement, il rencontre à Rome, en 1960, Willem de Kooning et Mark Rothko.
Revenu à Rome en 1953, il traverse une longue période de crise, durant laquelle il cesse de peindre, convaincu qu'en art, tout a déjà été fait. Il en sort grâce à ce qu'il appelle une « illumination zen » : la découverte de l'affiche publicitaire comme moyen d'expression artistique et message de la ville. Il commence à coller sur la toile des morceaux d'affiches déchirées et expose pour la première fois ses affiches lacérées en 1955, à l'occasion d'une « Exposition d'art actuel » à Rome. Son travail exploite le « double décollage » (affiche arrachée de son support puis déchirée en atelier) et les arrières d'affiches. Avec la série Cinecittà (1958), il travaille sur les affiches de cinéma dont il isole visages et silhouettes.
Son œuvre est reconnue et récompensée en 1956 par le prix Geziano, et en 1957 par le prix Battistoni et de l'Instruction publique. La critique repère son travail d'« arracheur d'affiches » et le salue comme un des représentants de la « jeune peinture romaine ». Menant une vie de bohême, il se fait connaître aussi par ses extravagances. En 1962, il donne des conférences à la New York School of Visual Arts et, en 1964, il est invité à la Biennale de Venise.
Ami du critique d'art Pierre Restany depuis que celui-ci était venu lui rendre visite à Rome en 1958, il adhère au mouvement du Nouveau Réalisme en 1960, bien qu'il n'ait pas signé officiellement le manifeste. En 1961, il participe à l'exposition « 40° au-dessus de Dada », organisée à Paris par Restany tout comme Arman, Cesar, yves Klein, Deschamps, Villeglé, Hains....
Rotella s'installe à Paris, où il élabore un procédé de production en série grâce à la projection d'images en négatif sur la toile émulsionnée, œuvre qu'il appelle Reportage ou Mec'art (1965). Utilisant des produits typographiques, il réalise entre 1967 et 1973, les art-typo, épreuves librement reproduites sur toile. Avec ce procédé, il s'amuse à superposer et à enchevêtrer les images publicitaires. « J'ai inversé mon ancienne façon de procéder : d'abord j'ai cherché à désintégrer, maintenant j'essaye de réintégrer cette matière, cette réalité. » Au début des années 1960, il exécute quelques interventions sur les pages publicitaires des revues au moyen de solvant, les réduisant ou à l'état d'empreinte (frottage) ou en faisant disparaitre (effaçage). En 1975, il imagine les plastiformes, morceaux d'affiches arrachées collés sur des supports tri-dimensionnels en polyuréthane. Une autre expérience, durant la même période, consiste à froisser des affiches et à les enfermer dans des cubes de plexiglas.
En 1972, il publie une audacieuse autobiographie intitulée Autorotella. En 1975, il sort le premier disque italien de poésies phonétiques, présenté par Alfredo Todisco. En 1976, il participe au récital international de Poésie Sonore-Poésie Action à l'atelier Annick Le Moine.
Rotella se réinstalle à Milan en 1980. Dans les années 1980, il élabore les blanks ou couvertures d'affiches à partir d'affiches publicitaires effacées ou recouvertes de feuilles blanches. En 1984, il reprend ses pinceaux et ses couleurs acryliques pour réaliser un second cycle d'œuvres consacrées au cinéma : Cinecittà 2. En 1986, il expose à Cuba à l'Université de La Havane et réalise à cette occasion une performance de lacération d'affiches sur la place de la ville. Au cours de la même année, il donne des conférences à la Domus Academy à Milan.
Il réalise des sur-peintures (sovrapitture) en intervenant picturalement sur des affiches publicitaires déchirées et collées sur toile et sur support métallique, sur lesquelles il trace des signes qui rappellent les graffitis (1987). En 1997, il réalise le cycle Felliniana, en hommage au cinéaste Federico Fellini.
En 1990, Rotella participe, au Centre Georges-Pompidou à Paris, à l'exposition « Art et Pub » et au Museum of Modern Art de New York à l'exposition « High and Low ». En 1991, il épouse une jeune économiste russe, Inna Agarounova, dont il a une fille, Asya. Il est fait officier des Arts et Lettres en France (1992).
Il est invité au Musée Guggenheim de New York en 1994 pour « Italian Metamorphosis », puis de nouveau au Centre Pompidou en 1996 dans « Face à l'Histoire », et au Museum of Contemporary Art de Los Angeles à l'occasion de l'expo « Halls of Mirrors ». En 1996, l'inauguration d'une de ses expositions est retransmise online sur internet.
En 1999, le maire de sa ville natale, Sergio Abramo, prend un arrêté municipal l'autorisant à arracher librement les affiches sur le territoire de Catanzaro.

## Rotella dans les musées
- Gallerie di Palazzo Leoni Montanari, Vicence[2],
- Mildred Lane Kemper Art Museum, Saint-Louis[3], au MUMOK - Museum Moderner Kunst Stiftung Ludwig Wien, Vienne,
- Museo di Arte Moderna e Contemporanea, Trente[4],
- Museo Nacional de Bellas Artes, Buenos Aires[5];
- Villa Croce Museo di Arte Contemporanea, Gênes[6]
- Musée d'Art moderne et d'Art contemporain de Nice, Nice, Marylin, 198 x 139 cm, 1963